# Patrick Flueger
Patrick Flueger (Red Wing, Minnesota, 10 de dezembro de 1983) é um ator norte-americano.
Flueger teve seu primeiro papel no grande sucesso de 2001 The Princess Diaries (No Brasil, Diário de uma Princesa). Ele e quatro outros competiram pelo papel principal masculino, mas acabou perdendo para Robert Schwartzman. Patrick no entanto deixou sua marca com o diretor Garry Marshall, que acabou escrevendo para ele o papel de Jeremiah, um divertido sedutor que acabou por seduzir a melhor amiga da protagonista. Flueger completou seus estudos na Red Wing High School e tem dois irmãos mais jovens.
Teve participações em seriados como Law & Order: Special Victims Unit e na série de grande repercussão The 4400, que foi cancelada em sua  4ª temporada, atualmente representa o Oficial Adam Ruzek, na série Chicago PD.

## Filmografia

### Filmes
| Ano  | Título                     | Papel              |
| ---- | -------------------------- | ------------------ |
| 2001 | The Princess Diaries       | Jeremias Hart      |
| 2005 | The World's Fastest Indian | Rusty              |
| 2007 | Spin                       | Ryan               |
| 2009 | Kill Theory                | Michael            |
| 2009 | The Job                    | Bubba              |
| 2009 | Brothers                   | Soldado Joe Willis |
| 2010 | VideoDome Rent-O-Rama      | Dick               |
| 2010 | Mother's Day               | Izaak 'Ike' Koffin |
| 2011 | Footloose                  | Chuck Cranston     |
| 2012 | The Tell-Tale Heart        | TBA                |
| 2012 | Loaded                     | Ethan              |
| 2014 | The Sons of Summer         | Cain McCloud       |
| 2015 | Vanity of the Seas         | Michael            |

### Televisão
| Ano       | Título                            | Peronagem             | Notas                                  | Título no Brasil                  | Canal de exibição Estados Unidos | Canal de exibição Brasil       |
| --------- | --------------------------------- | --------------------- | -------------------------------------- | --------------------------------- | -------------------------------- | ------------------------------ |
| 2002      | Septuplets                        | Zeke Wilde            | Série de TV                            | Série não exibida no Brasil       | Estados Unidos FOX               | Série não exibida no Brasil    |
| 2003      | Judging Amy                       | Mark Thurber          | Episódio: "Judging Eric"               | A Juíza                           | Estados Unidos CBS               | Série não exibida no Brasil    |
| 2003      | The Pitts                         | 'Pipe' Keith          | Episódio: "Miss American Pipe"         | Série não exibida no Brasil       | Estados Unidos FOX               | Série não exibida no Brasil    |
| 2003      | CSI: Miami                        | Brad Kenner           | Episódio: "Freaks and Tweaks"          | CSI: Miami: Investigação Criminal | Estados Unidos FOX               | Brasil Rede Record; AXN e Sony |
| 2003      | Boston Public                     | Joseph Prager         | Episódio: "Chapter Sixty-Seven"        | Série não exibida no Brasil       | Estados Unidos FOX               | Série não exibida no Brasil    |
| 2003      | Twelve Mile Road                  | Will Coffey           | Filme para TV                          | Um Caminho Para Dois              | Estados Unidos FOX e CBS         | Brasil Rede Globo              |
| 2003      | Grounded for Life                 | Caleb                 | Episódio: "Been Caught Stealing"       | Grounded for Life                 | Estados Unidos FOX               | Brasil FOX                     |
| 2003      | JAG                               | P.O. Miles Yates      | Episode: "Pulse Rate"                  | JAG - Ases Invencíveis            | Estados Unidos CBS               | Brasil FOX                     |
| 2004      | Law & Order: Special Victims Unit | Aiden Connor          | Episódio :"Families"                   | Lei & Ordem: Unidade Especial     | Estados Unidos NBC               | Brasil CNT Universal           |
| 2004      | Paradise                          | Luke Paradise         | Filme para TV                          | sem referências                   | Estados Unidos                   | Série não exibida no Brasil    |
| 2004      | It's All Relative                 | Lance                 | Episódio: "Tackleboxxx/The Love Below" | "Casal Gay"                       | Estados Unidos ABC               | Brasil SBT e Sony              |
| 2004-2007 | The 4400                          | Shawn Farrell         | 42 Episódios                           | Os 4400                           | Estados Unidos Network           | Brasil SBT Universal Liv       |
| 2010      | Scoundrels                        | Logan West / Cal West | 8 Episódios                            | Sem referências                   | Estados Unidos ABC               | Série não exibida no Brasil    |
| 2013      | Criminal Minds                    | Paul Westin           | 1 Episódio                             | Mentes Criminosas                 | Estados Unidos CBS ABC           | Brasil Rede Globo              |
| 2013      | Warehouse 13                      | Evan Smith            | Episódio: "Parks and Rehabilitation"   | Armazém 13                        | Estados Unidos Syfy              | Brasil SCI-FI                  |
| 2014      | Chicago PD                        | Adam Ruzek            | Elenco Principal                       | Chicago PD                        | Estados Unidos NBC               | Brasil Universal               |